# Angelo Angeli
Angelo Angeli (* 20. August 1864 in Tarcento bei Udine; † 31. Mai 1931 in Florenz) war ein italienischer Chemiker.
Angeli war der Sohn eines Kaufmanns, studierte in Padua und wurde 1891 in Bologna bei Giacomo Luigi Ciamician in Chemie promoviert (Laurea). Er war dort auch Assistent von Ciamician. 1893 wurde er dort Dozent und 1895 Professor. 1894 war er kurz bei Adolf von Baeyer in München. 1897 wechselte er als Professor für pharmazeutische Chemie an die Universität Palermo und 1913 wurde er Direktor der Pharmazieschule in Florenz. Außerdem war er seit 1915 Professor für Organische Chemie an der Universität Florenz (Istituto di Studi Superiori).
Er befasste sich vor allem mit Stickstoffverbindungen und untersuchte die Struktur der Stickstoffwasserstoffsäure, synthetisierte Nitrohydroxylamin (1894) und entdeckte das Radikal Nitroxyl. Nach ihm (und Enrico Rimini) ist die Angeli-Rimini-Reaktion zum Nachweis von Aldehyden benannt (1896). Sie verwendete ursprünglich Nitrohydroxylamin. Er bestätigte die von Julius Bredt 1893 vorgeschlagene Struktur des Camphers.
Er war Mitglied der Accademia dei Lincei, der Königlichen Gesellschaft der Wissenschaften in Uppsala (seit 1919) und der Bayerischen Akademie der Wissenschaften (seit 1928) sowie Ehrenmitglied der Gesellschaft Deutscher Chemiker.